# 1324
| 1324               |
| ------------------ |
| Dødsfald - Fødsler |
|                    |

| Gregoriansk kalender | 1324 MCCCXXIV           |
| Ab urbe condita      | 2077                    |
| Armensk kalender     | 773 ԹՎ ՉՀԳ              |
| Kinesiske kalender   | 4020 – 4021 癸亥 – 甲子 |
| Etiopisk kalender    | 1316 – 1317             |
| Jødisk kalender      | 5084 – 5085             |
| Hindukalendere       |                         |
| - Vikram Samvat      | 1379 – 1380             |
| - Shaka Samvat       | 1246 – 1247             |
| - Kali Yuga          | 4425 – 4426             |
| Iransk kalender      | 702 – 703               |
| Islamisk kalender    | 724 – 725               |

Konge i Danmark:  Christoffer 2. 1320-1326

## Begivenheder
- Christoffer 2. krones i Vordingborg til konge af Danmark og hans søn Erik bliver medkonge.

## Dødsfald
- 8. januar – Marco Polo, italiensk opdagelsesrejsende (født 1254)